# 十字 (紋章學)

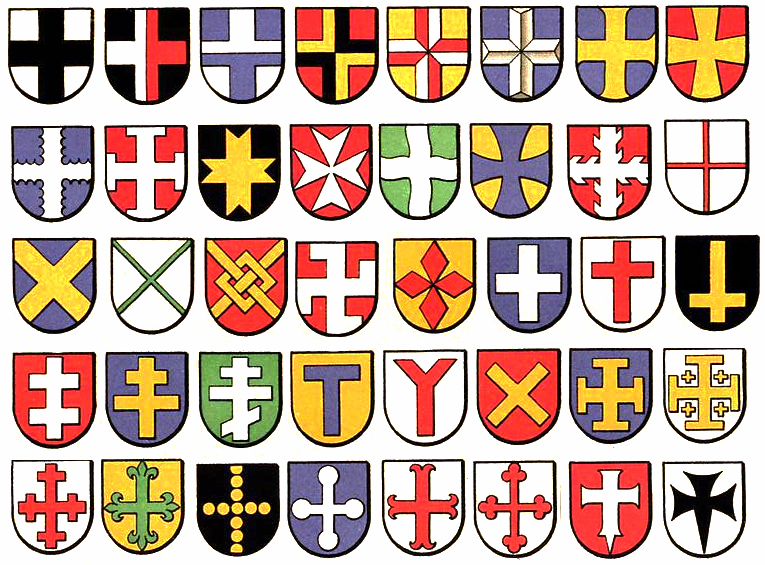
使用十字的盾徽

十字（英語：Cross）是紋章學常見的圖案之一，自1200年左右開始在西歐使用。一般十字和基督教有關。一般十字應是四臂部分長度相同，但受盾形形狀的影響，大多數情況下，紋章中的十字上下兩臂比左右兩臂更長。